# 昭忠祠 (于都)
25°57′23″N 115°24′34″E / 25.95639°N 115.40944°E
昭忠祠位于中国江西省于都县贡江镇建国路27号，清末建筑，坐北朝南，砖木结构，门面为八字牌坊式。宽9.4米，进深36.4米，高7米，占地面积342.16平方米。1929年4月8日，毛泽东、朱德率领红四军来到于都，创建赣南第一个县级红色政权“于都县工农兵革命委员会”，其办公地点设于此。1973年按原貌修复，1982年被列为于都县文物保护单位。
　
- 大门
- 第二进
- 第三进
- 标语